# Los viernes de la eternidad
Los viernes de la eternidad es una película Argentina filmada en Eastmancolor y estrenada el 21 de mayo del año 1981. Fue dirigida por Héctor Olivera sobre su propio guion escrito según la novela homónima de María Granata. Protagonizada por Thelma Biral y Héctor Alterio. Coprotagonizada por Nora Cullen, Franklin Caicedo, Guillermo Battaglia, Lilian Riera y Silvia Kutika. También, contó con la actuación especial de Susana Campos.

## Sinopsis
Una prostituta intenta comunicarse con uno de sus amantes que murió en un duelo, pero quien se le aparece es su otro amante, mayor que el anterior, muerto en el mismo duelo.

## Reparto
Participaron en el filme los siguientes intérpretes:

### Protagonistas
- Thelma Biral	...	Delfina
- Héctor Alterio ...	Don Gervasio Urquiaga

### Elenco Protagónico
- Nora Cullen	...	Gaspara
- Franklin Caicedo	...	Don Rufino Lucero
- Guillermo Battaglia ...	Don Tobías Abud
- Lilian Riera ... Claudia
- Silvia Kutika	...	Zulema
- Susana Campos	...	Paula

### Elenco Principal
- Esteban Orloff ...	Juan Ciriaco
- Gloria Raines
- Alberto Vidal
- Alejandra Aquino
- Floria Bloise
- Lucrecia Capello
- Sandra Di Milo
- Miguel Ángel Martínez
- Oscar Carmelo Milazzo
- Martín Coria
- Héctor Calori
- Ana María Giunta
- Gabriela Toscano

## Premios
Recibió el primer premio de Cine Fantástico Internacional en el rubro efectos especiales, compartido con Xtro (1982) y el filme fue candidato al premio a la mejor película. 

## Comentarios
Esquiú dijo:

«Prefiere encauzarse por la mera enunciación de las pasiones, se introduce en una picaresca por momentos objetable y sus carnales espíritus no permiten una total identificación entre la historia y el espectador.»

Daniel López en Convicción escribió:

«Un tema cautizante –con fantasmas- en un buen film.»

La Razón opinó:

«El espectador salta del asombro a la risa aunque no esté bien seguro que lo que ve es para tomarlo a broma.»

Manrupe y Portela escriben:

«El realismo mágico en el cine nacional…o un Doña Flor y sus dos maridos a la argentina, elogiado en su momento, pero con demasiados puntos en común con el original.»